# Олдрич, Люси
Люси Олдрич (англ. Lucy Truman Aldrich, 23 октября 1869, Провиденс — 12 января 1955, Провиденс) — филантроп и коллекционер произведений искусства, старшая дочь сенатора США Нельсона У. Олдрича из Род-Айленда.

## Биография
Люси родилась 23 октября 1869 года в Провиденсе, штат Род-Айленд. Она была самой старшей из выживших из одиннадцати детей сенатора США Нельсона Уилмарта Олдрича и Эбигейл Пирс Трумэн «Эбби» Чепмен. Её сестра, филантроп Эбигейл Грин «Эбби» Олдрич, была замужем за финансистом и филантропом Джоном Дэвисоном Рокфеллером-младшим, который был единственным сыном соучредителя Standard Oil Джона Д. Рокфеллера. Её брат Уинтроп У. Олдрич служил послом США в Соединённом Королевстве при президенте Дуайте Д. Эйзенхауэре.
Люси, которая никогда не была замужем и была глухой от рождения, получила образование в частном порядке у гувернанток, а затем в школе мисс Портер в Фармингтоне, Коннектикут. Она жила в семейном доме на Беневолент-стрит, 110 в Провиденсе, штат Род-Айленд, большую часть своей жизни, но много путешествовала по Европе и Азии. Она часто пересказывала историю одной поездки в Китай в 1923 году, когда она была схвачена вооружёнными бандитами и удерживалась в течение двух дней до её освобождения (инцидент в Линьчэн).
Люси умерла в Провиденсе 12 января 1955 года и была похоронена там на кладбище Суон-Пойнт. К моменту смерти её состояние составляло 2 500 000 долларов.

### Коллекция произведений искусства
Люси была активным коллекционером произведений искусства, особенно в области фарфора и азиатского текстиля. С 1934 по 1956 год она пожертвовала большую часть своей коллекции Художественному музею Род-Айлендской школы дизайна, а также была членом его музейного комитета. Её пожертвование «является не только самым значительным подарком тканей музею, но и одной из самых обширных и лучших коллекций этих материалов в мире».